# Красногорский гидроузел
Красного́рский гидроузел — строящийся гидроузел на реке Иртыш в 1813 километрах от устья. Расположен в районе села Красная Горка, Омский район Омской области. Гидроузел предназначен для регулирования уровня воды в реке Иртыш в черте города Омска и решения ожидаемой в будущем проблемы нехватки воды. Строительство предполагалось завершить к 300-летию Омска в августе 2016 года, однако из-за нехватки средств проект был заморожен. В 2022 году проект удалось оживить, и по итогам аукциона 25 октября 2023 года, компания «Ленгипроречтранс» разработает проект строительства второй очереди гидроузла. На втором этапе строительства плотины планируется создать водохранилище протяженностью 65 километров и в 2027 году сдать гидроузел в эксплуатацию. Реализация проекта, по имеющимся оценкам, обойдется региональному бюджету в 8,3 млрд рублей.

## История
Вопрос о строительстве был поднят Леонидом Полежаевым, губернатором Омской области, в 2007 году. В 2008 году завершена разработка бизнес-плана строительства гидроузла, проект включен в план мероприятий по подготовке к 300-летнему юбилею Омска, утверждённый Правительством РФ. В марте 2011 года на открытом электронном аукционе на строительство заявилось только НПО «Мостовик», которое и стало победителем. Причём планировалось, что строительство будет завершено до 2014 года.
Строительство началось 19 мая 2011 года, но генподрядчик объекта, НПО «Мостовик», весной 2014 года начал банкротиться и оказался не способен вести работы. На строительстве объекта было освоено 5,5 млрд рублей, при этом его готовность оценивалась по-разному: от 30 % — представителем Общероссийского народного фронта Вячеславом Васильевым, до 70 % — министром промышленности Омской области Виктором Беловым. Вячеслав Васильев выдвинул предложение закончить первый блок левобережной плотины и шлюза, после чего законсервировать проект. Судьба Красногорского гидроузла сравнивается Васильевым с судьбой Омского метрополитена.
Летом 2021 года Омск посетила вице-премьер РФ Виктория Абрамченко, и после её визита было получено принципиальное согласие федерального центра на достройку первой очереди объекта. Премьер-министр Михаил Мишустин подписал распоряжение о выделении на эти цели 4,3 млрд рублей. Работы необходимо завершить до августа 2024 года.

## Технические характеристики
Генеральным проектировщиком выступал проектный институт «Мособлгидропроект». Заказчик — Правительство Омской области в лице Дирекции по строительству объектов гидроузла. Генеральным подрядчиком на начальном этапе было ООО «НПО Мостовик».
Планировалось, что в состав гидроузла войдут 2 бетонные водосливные плотины, 3 земляные плотины и судоходный шлюз. Водосброс будет осуществляться при помощи системы гидравлических затворов. Проект предусматривает также устройства для пропуска льда и 2 рыбопропускных сооружения. При этом в гидроузле не будет автодороги через плотину, а также энергоблоков, поскольку из-за низкого напора воды в реке строительство гидроэлектростанции неэффективно.

## Экологические проблемы
Причинами строительства гидроузла назывались решение проблемы недостатка водных ресурсов в черте Омска, а также улучшение санитарного и экологического состояния реки.
В то же время есть экспертные оценки, что введение плотины гидроузла в эксплуатацию может привести к экологической катастрофе. В зоне наибольшего затопления могут оказаться несколько экологически опасных объектов: пруды-шламоотстойники Омского нефтезавода, озеро кислого гудрона, городская свалка, закрытая, но продолжающая пополняться. Результаты экологической экспертизы проекта Красногорского гидроузла скрыты. Плотность грунта в выбранном для строительства плотины месте низкая. Падающий поток воды за несколько лет деформирует дно и берег реки, так что расположенная на самом краю правого берега действующая нефтебаза окажется в Иртыше. Чуть дальше по течению реки находятся золоотвалы ТЭЦ-4. При деформации берега вода также будет сносить их содержимое в русло. В дальнейшем это повредит и другим предприятиям и населённым пунктам. Чтобы этого не произошло, требуется ещё дополнительных 500 млн рублей на укрепление правого берега Иртыша ниже плотины.
Кроме того, после возведения гидроузла могут быть затоплены тысячи дачных участков. Подъём воды в Иртыше на 1,5-2 метра создаст подпор в устье Оми. Это может привести к остановке течения маленькой реки, как это было в 1967 году, когда она за несколько часов превратилась в вонючее болото и возникла угроза экологического бедствия. Также при таком подъёме воды будут затоплены скотомогильники в низкой пойме Иртыша. Гидроузел может замедлить и без того не быстрое течение Иртыша (с 0,5-0,7 м/с до 0,12-0,15 м/с), в результате чего он зацветёт.